# Flower-Klasse (1940)
Die Flower-Klasse des Zweiten Weltkrieges war eine Klasse von 271 Korvetten zur Geleitzugsicherung und U-Boot-Abwehr, die in der britischen Royal Navy und alliierten Marinen dienten. Sie wird gelegentlich auch als Gladiolus-Klasse nach der ersten bei Smiths Dock Company vom Stapel gelaufenen Korvette dieses Typs bezeichnet. Der Auftrag für 56 Boote der Klasse im Juli und August 1939 kurz vor dem Kriegsbeginn war einer der umfangreichsten britischen Marineaufträge im Frieden. Die Boote waren eine militärische Entwicklung aus dem Walfänger Southern Pride und wurden nach zivilen Standards erbaut, was die Einbindung einer Vielzahl von Werften ermöglichte. 30 Werften stellten Korvetten der Flower-Klasse fertig, davon zwölf in Kanada und eine in Frankreich.
Nach dem Kriegsende wurden eine Vielzahl der Boote noch bei kleineren Marinen eingesetzt. Dazu wurden etwa 50 zu Walfängern umgebaut und unter britischer, norwegischer, niederländischer, südafrikanischer und der Flagge Panamas eingesetzt.
 Erhalten geblieben ist nur die Korvette HMCS Sackville der Royal Canadian Navy als Museumsschiff in Halifax.

## Baugeschichte
1939 bestellte die Royal Navy eine Klasse kleiner Boote zur Sicherung des Küstenverkehrs, die preiswert und schnell in größeren Stückzahlen produziert werden konnten. Sie sollten vor allem die drohende Gefahr durch die Unterseeboote der Achsenmächte reduzieren und als Sofortmaßnahme zum Einsatz kommen, bis spezialisierte Kriegsschiffe in einem Kriegsfall zur Verfügung stehen könnten.
Trotz der Bedrohung durch den U-Boot-Krieg im Ersten Weltkrieg hatte man in den 1920er- und 1930er-Jahren die Gefährdung der Handelsschifffahrt vor allem durch Überwasserstreitkräfte und Flugzeuge gesehen. Die Vergrößerung der alliierten Flotten durch Sloops der Halcyon-Klasse wurde lange als Lösung gesehen. Erst kurz vor dem Kriegsbeginn bot der Plan eines „Patrol Vessel of Whaler Type“ der britischen Admiralität eine schnellere und preiswertere Lösung. Als Basis für diese Boote wurde der Entwurf des Walfängers Southern Pride der britischen Werft Smiths Dock Company in Middlesbrough aus dem Jahr 1936 gewählt. Dieses Fangboot unterschied sich in der Größe und im Fahrbereich von den üblichen Fangbooten, da es als Erkundungsboot für die Walfangflotten dienen sollte.
Die kleinen Geleitfahrzeuge wurden bald als Korvetten bezeichnet, eine Bezeichnung, die die Royal Navy zuletzt von 1830 bis 1877 benutzt hatte, um sie dann durch die Klasse der Kreuzer zu ersetzen. Als Namen wurden wieder Blumen und Pflanzen genutzt, wie schon bei den Sloops der Flower-Klasse des Ersten Weltkriegs, von denen 120 Einheiten nach Handelsschiffnormen gebaut worden waren, um Schwachstellen der damaligen Flottenrüstung auszugleichen.
Die Royal Navy bestellte am 25. Juli 1939 die ersten 26 Boote, denen am 31. August eine weitere Bestellung von 30 Booten unmittelbar vor Kriegsbeginn folgte. Bis zum Jahresende erhöhte sich die Zahl der bestellten Boote auf 145, und im Januar 1940 erfolgte aus dem Kriegshaushalt von 1939 noch die erste Bestellung von zehn Booten auf kanadischen Werften. Bis 1942 bestellte die Royal Navy weitere Boote der Klasse – zum Teil nach dem modifizierten Entwurf – in Großbritannien und Kanada.
Kurz nach Kriegsbeginn bestellte auch die Marine Nationale 22 Boote der Flower-Klasse, von denen 16 auf britischen Werften und sechs in Frankreich gebaut werden sollten. Vier der in Frankreich begonnenen Boote wurden von Chantiers de Penhoët in Saint-Nazaire während der deutschen Besetzung für die Kriegsmarine weiter gebaut.
Auch Kanada suchte nach dem Kriegsausbruch des Zweiten Weltkriegs nach einer Möglichkeit, seine Marine schnell zu verstärken und übernahm die zehn von der Royal Navy in Kanada bestellten Boote und bestellte selbst 70 weitere auf der Basis des ersten Entwurfs auf kanadischen Werften.
Später kamen noch weitere des sogenannten modifizierten Entwurfes hinzu. Diese Boote hatten eine veränderte Bugform, ein verlängertes Vorschiff, niedrigere und längere Brückenaufbauten, den Mast hinter der Brücke und eine verstärkte Bewaffnung.
Als die USA 1941 in den Krieg eintraten, hatten sie schon ein großes Neubauprogramm für U-Boot-Abwehrschiffe, aber einen akuten Mangel an fertigen Schiffen. Sie übernahmen daher zehn fertiggestellte Korvetten der Flower-Klasse aus dem Dienst der Royal Navy im Februar bis April 1942, die als „Patrol Gunboats“ der Temptress-Klasse (PG 62 bis PG 71) in den Dienst der US Navy kamen. Die USS Temptress ex HMS Veronica war ursprünglich von der Französischen Marine 1939 bestellt worden. Dazu wurden fünfzehn weitere der modifizierten Flower-Klasse auf kanadischen Werften durch Übernahme britischer Aufträge als Action-Klasse (PG 86 bis PG 100) bestellt, von denen nur acht ab November 1942 (PG 86/87, PG 89, PG 92 bis PG 96) in den Dienst der US Navy kamen, während die anderen bei Fertigstellung an die Royal Navy kamen. Unter den gegenseitig gewährten Lend-Lease-Bedingungen, wurden zehn Boote der Temptress-Klasse im August 1945 wieder der Royal Navy übergeben und die sieben Boote der Action-Klasse gelangten zwischen Januar und Juli 1946 doch noch zur US Navy.
Von der als Zwischenlösung geplanten Korvette der Flower-Klasse wurden 267 Boote für die Alliierten bis 1944 fertiggestellt. Obwohl für den küstennahen Einsatz vorgesehen, wurden sie wegen ihres großen Fahrbereichs ein wesentliches Element der Geleitzugsicherung im Atlantik.

## Bewaffnung

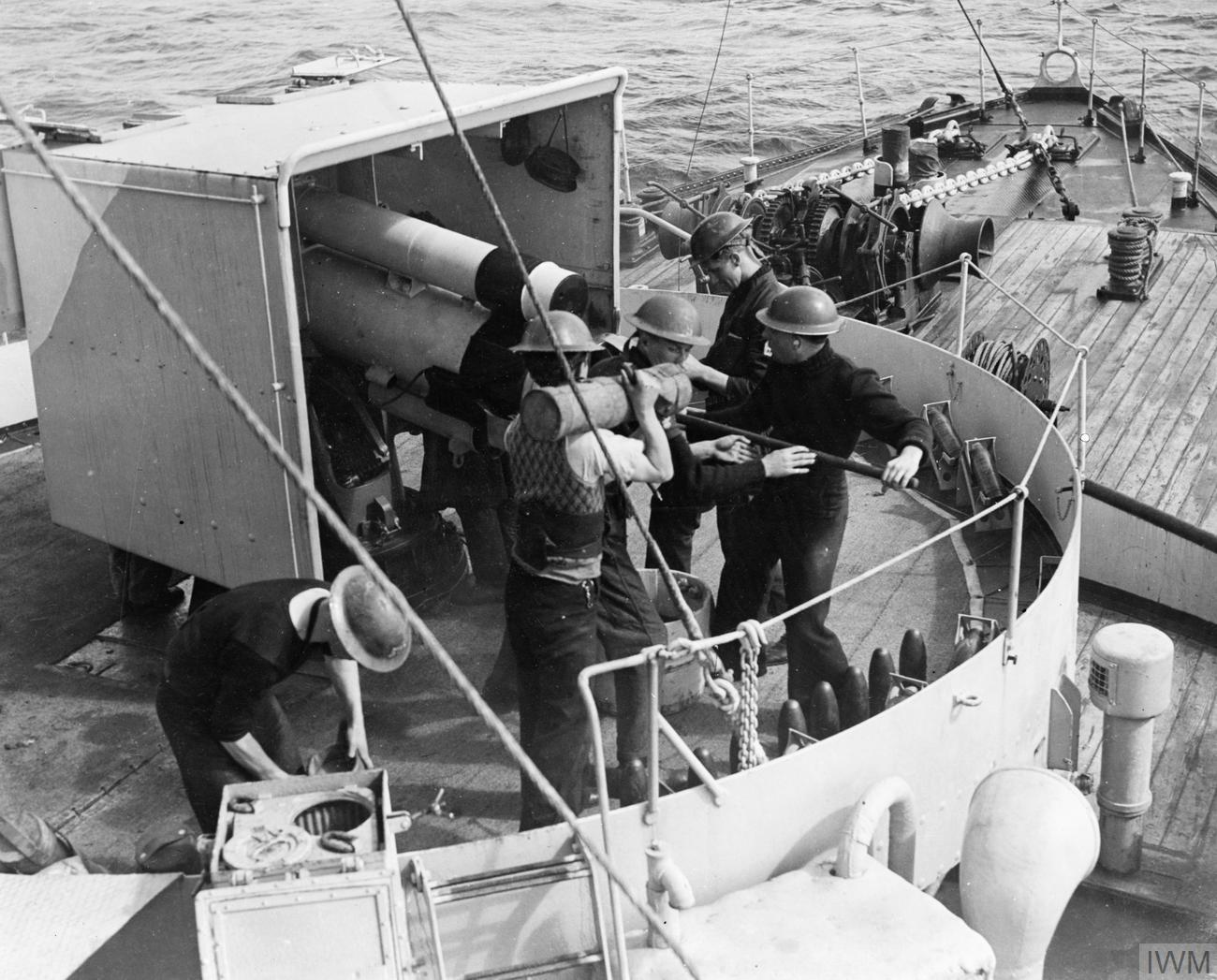
Hauptgeschütz der Korvetten der Flower-Klasse war ein 4-Zoll-Mk.IX-Geschütz

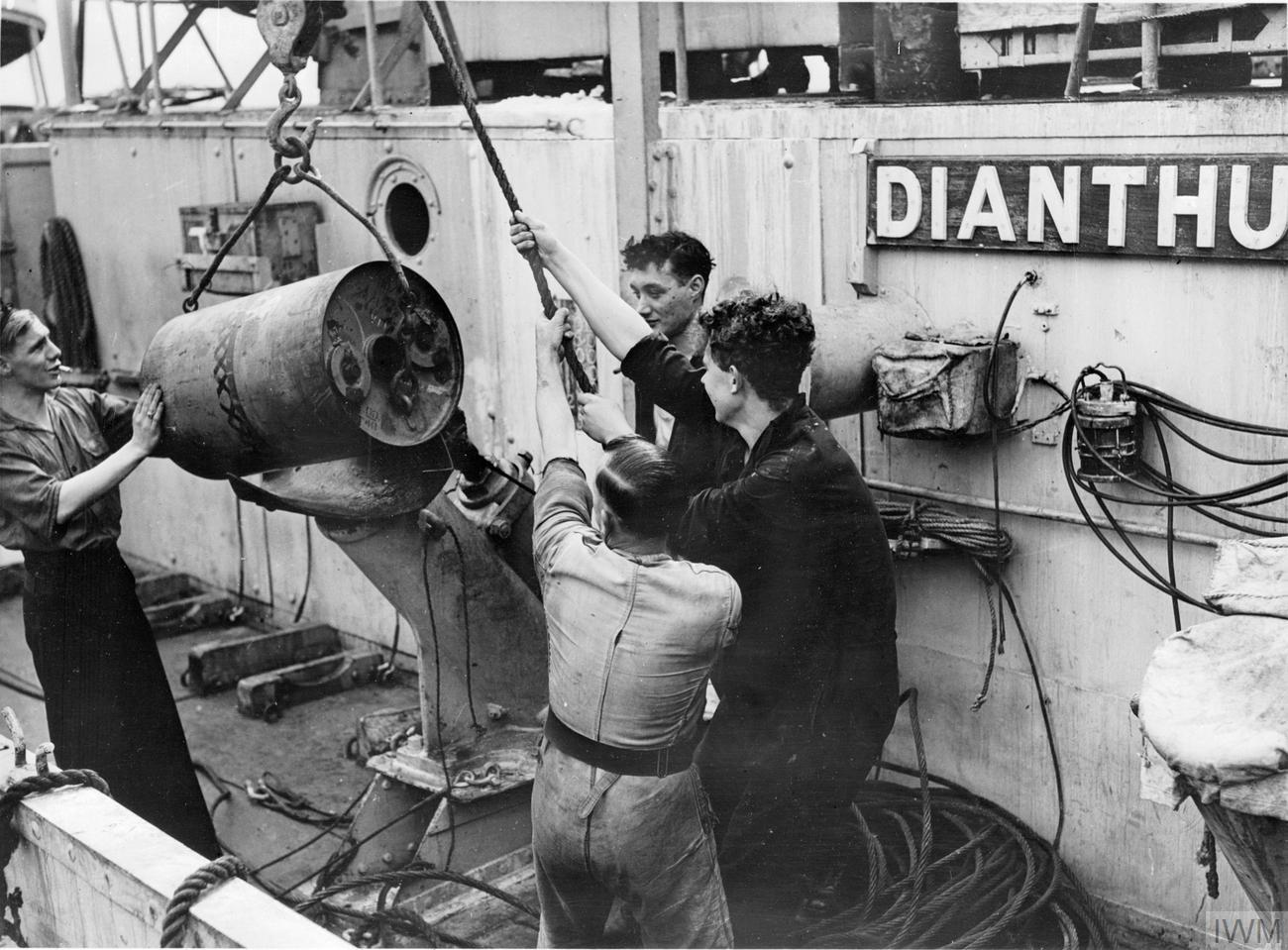
Laden eines Wasserbombenwerfers Mk.VII

Die Korvetten der Flower-Klasse erhielten ein 4-Zoll-102-mm-Geschütz vom Typ Mk.IX auf dem Vordeck, Abwurfschienen für 40 Wasserbomben am Heck, dazu eine Winde für Minensuchgeräte und über der Maschine einen Kampfstand für ein 2-pounder-40-mm-Geschütz, ein sogenanntes pom-pom. Wegen des Mangels an diesen Geschützen wurden anfangs oft ein Paar Lewis-Maschinengewehre als Ersatz für die pom-pom eingebaut.

Diese Bewaffnung hätte den Booten in der geplanten Rolle als Küsten-Geleitboot und Patrouillenboot in der Nordsee kaum Schutz gegen Luftangriffe gegeben. Da sie gleich als Langstrecken-Geleitboote auf dem Atlantik zum Einsatz kamen, war diese Schwäche relativ unbedeutend, da die Luftwaffe eher selten Geleitzüge angriff. Boote der Flower-Klasse, die in anderen Bereichen eingesetzt wurden, mussten vorher eine Verstärkung ihrer Flugabwehrbewaffnung erhalten.
Da die Korvetten auch von jeder kleinen Werft und Marinebasis repariert werden konnten, erhielten sie eine veränderte Bewaffnung relativ unkompliziert, so dass es viele unterschiedliche Ausstattungen gab. Bewaffnungsänderungen, die eine Vielzahl der Boote erhielten, waren:
- der Ausbau der Minensuchausrüstung, der mehr Bunkerkapazität gab;
- die Erhöhung des Wasserbombenvorrats durch zusätzliche Halterungen am Heck und an den Schiffsseiten;
- der Einbau eines Hedgehog-Werfers ab Frühjahr 1943, der die Bekämpfung von U-Booten aus einer Distanz bei fortlaufender ASDIC-Ortung erlaubte;
- Einbau zusätzlicher Lewis-Maschinengewehre auf der Brücke und über dem Maschinenraum;
- Einbau von 20-mm-Oerlikon-Kanonen, meist zwei in den Brückenenden, gelegentlich auch bis zu sechs über dem Maschinenraum.

Nur einzelne Boote hatten alle Veränderungen und nicht immer in dieser Reihenfolge. Die in Kanada und für die US-Navy gebauten Korvetten hatten noch weitere Änderungen der Bewaffnung, wie den Einbau einer 3-Zoll-76-mm/50-cal-Kanone im hinteren Bereich.
Die Fähigkeit, U-Boote zu entdecken, wurde durch den Einbau von Sonar-Geräten, den High Frequency Radio Detection Finder (genannt Huff-Duff) sowie immer besserer Radar-Geräte gewährleistet. Die britischen Fahrzeuge waren in diesem Bereich besser ausgestattet, da sie schneller verbesserte Geräte erhielten und anders als die kanadischen in der Regel über Kreiselkompasse verfügten, die eine exaktere Ausnutzung der Sonarergebnisse ermöglichten.

## Abwicklung des Bauprogramms

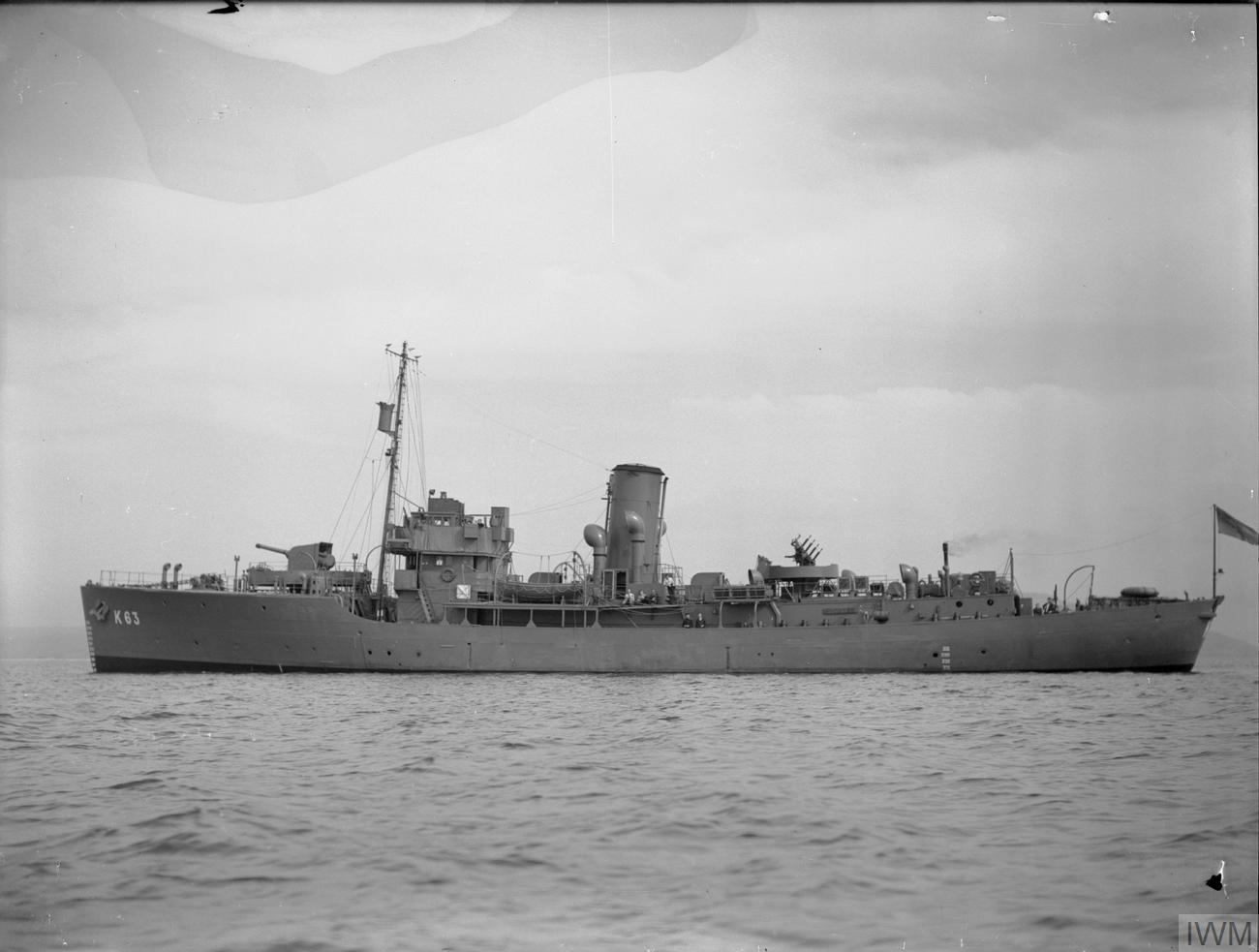
HMS Picotee, frühe Form mit kurzem Vorschiff und Mast vor der Brücke
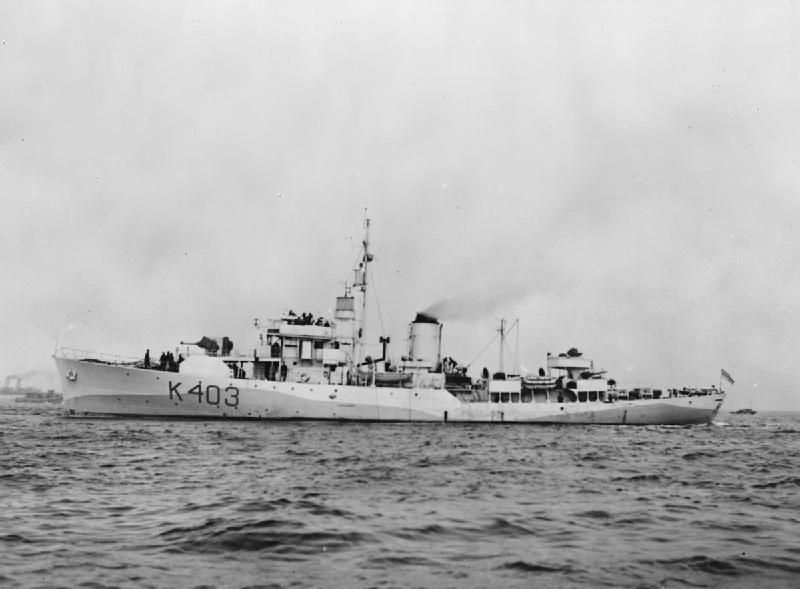
HMNZS Arbutus, modifizierte Form
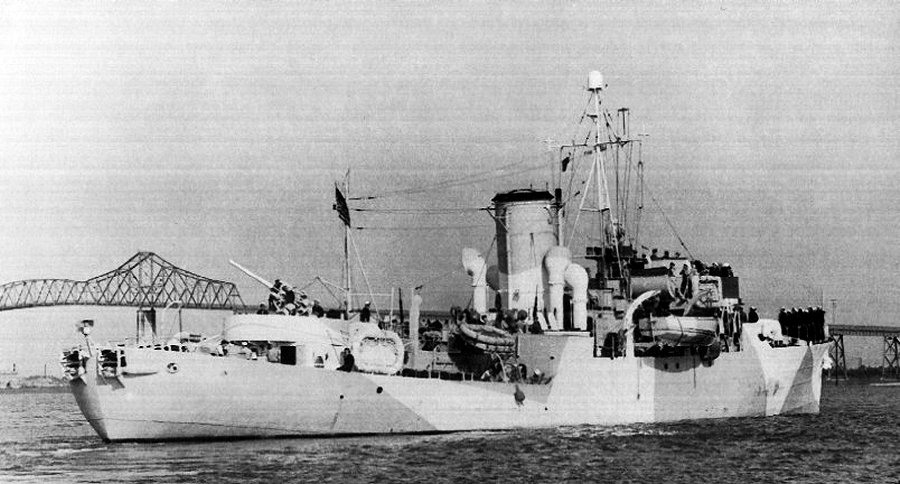
Die USS Surprise mit einer achteren 3"-Kanone
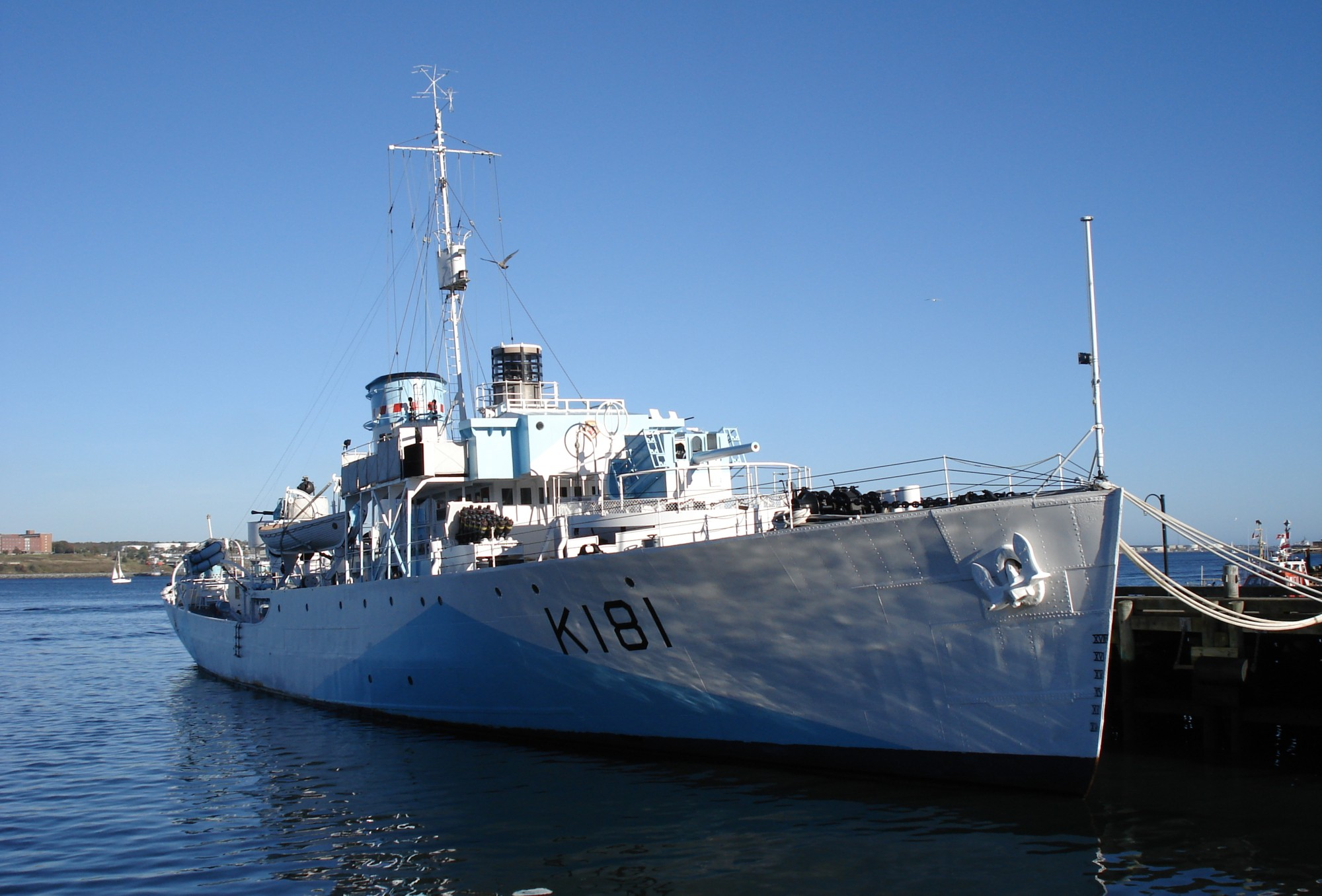
HMCS Sackville, die letzte vorhandene Flower-Korvette, Museumsschiff in Kanada
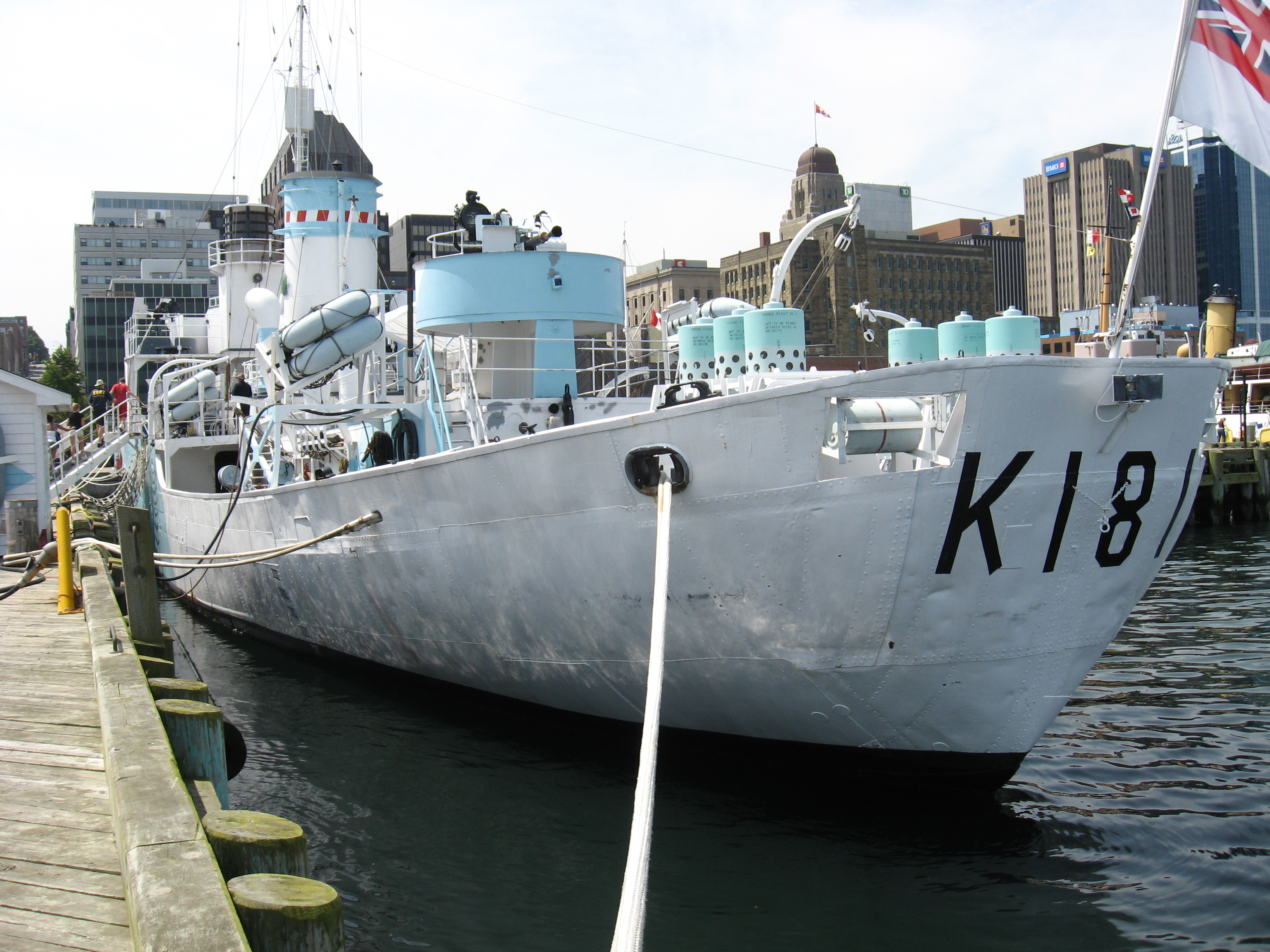
Heckansicht der Sackville

Ab 1939 bauten britische Werften, ab 1940 auch französische und kanadische Werften Boote der Flower-Klasse.

### Britische Bauten
In Großbritannien wurden von 1939 bis Juli 1942 135 Korvetten der Flower-Klasse auf 17 Werften gebaut. Die entwickelnde Werft Smith’s Dock erhielt auch Aufträge für zehn Korvetten für die französische Marine, von denen neun schließlich von der Royal Navy übernommen wurden. Harland & Wolff stellte mit 35 Korvetten den größten Anteil her, von denen auch sechs ursprünglich von der französischen Marine bestellt waren.
Ab September 1942 wurden auch noch zehn Boote der modifizierten Flower-Klasse auf britischen Werften gebaut, die letztlich alle bei Marinen des Commonwealth (vier Indien (nach Dienst in der RN), vier Kanada, zwei Neuseeland) Dienst taten.
| 1. Kiellegung                       | Indienststellung von | bis                              | Anzahl      | Bauwerft |
| ----------------------------------- | -------------------- | -------------------------------- | ----------- | --- |
| 19. Oktober 1939                    | 6. April 1940        | 2. November 1941                 | 20          | Smiths Dock Company, Middlesbrough 10 von der französischen Marine bestellt nur La Bastiase und La Mouline an diese ausgeliefert |
| 30. Oktober 1939                    | 5. April 1940        | 8. Dezember 1941                 | 35          | Harland & Wolff Ltd, Belfast |
| 11. Oktober 1939                    | 22. April 1940       | 28. März 1942                    | 9           | Charles Hill & Sons, Bristol |
| 20. September 1939                  | 24. Mai 1940         | 16. Januar 1942                  | 10          | William Simons & Company, Renfrew                                                                                                |
| 20. Oktober 1939 26. Februar 1943   | 25. Mai 1940         | 30. Mai 1942 5. Juli 1944        | 7 + 2 mod.  | George Brown & Co., Greenock |
| 25. Oktober 1939 2. November 1942   | 19. Juli 1940        | 26. Dezember 1941 März 1944      | 12 + 3 mod. | Fleming & Ferguson Ltd, Paisley                                                                                                  |
| 26. Oktober 1939                    | 12. August 1940      | 12. Oktober 1940                 | 2           | Blyth Dry Docks & Shipbuilding Co., Blyth                                                                                        |
| 18. September 1939 27. Februar 1943 | 17. August 1940      | 5. März 1942 5. Januar 1944      | 6 + 1 mod.  | A. & J. Inglis, Glasgow |
| 23. Oktober 1939 26. November 1942  | 12. September 1940   | 23. Februar 1942 8. Februar 1944 | 5 + 2 mod.  | John Crown & Sons Ltd, Sunderland                                                                                                |
| 30. November 1939                   | 30. September 1940   | 19. September 1941               | 5           | J. Lewis & Sons Ltd, Aberdeen |
| 31. Oktober 1939                    | 16. Oktober 1940     | 30. April 1941                   | 3           | Grangemouth Dockyard Company, Grangemouth                                                                                        |
| 31. Oktober 1939                    | 15. November 1940    | 2. Juli 1942                     | 5           | Henry Robb Ltd, Leith |
| 30. Dezember 1939                   | 20. November 1940    | 25. November 1941                | 6           | Hall, Russell & Company, Aberdeen                                                                                                |
| 15. November 1939                   | 27. Januar 1941      | 3. März 1941                     | 2           | Cook, Welton & Gemmell, Beverley                                                                                                 |
| 23. November 1939                   | 25. Februar 1941     | 31. Juli 1941                    | 2           | George Philip & Sons Ltd., Dartmouth                                                                                             |
| 27. Juni 1940 26. September 1942    | 16. Juli 1941        | 12. Mai 1942 10. November 1943   | 4 + 2 mod   | Alexander Hall & Company, Aberdeen                                                                                               |
| 21. Dezember 1939                   | 23. Juli 1941        | 1. Oktober 1941                  | 2           | Ailsa Shipbuilding Company, Troon                                                                                                |

### Kanadische Bauten
Das Bauprogramm auf kanadischen Werften wurde von der Royal Navy begonnen, die aus dem Haushalt 1939 die ersten zehn Korvetten dort im Januar 1940 bestellte. Die Boote wurden alle bei Fertigstellung an die Royal Canadian Navy abgegeben. Nach Kriegsende wurden sie der Royal Navy übergeben. Die Kanadier bestellten darüber hinaus 70 Korvetten der Flower-Klasse zum Aufbau einer eigenen Flotte. Insgesamt zwölf kanadische Werften wurden mit dem Bau der Geleitfahrzeuge betraut.
Die kanadische HMCS Charlottetown (K 244) gilt als erstes Boot des modifizierten Flower-Typs, von dem 27 Boote für die Royal Canadian Navy in Kanada fertiggestellt wurden. Weitere 15 Aufträge der Royal Navy (RN) wurden nach Kriegseintritt der USA an die US Navy (USN) abgetreten, von denen acht als Action-Klasse von dieser in Dienst genommen wurden, während die anderen sieben Boote in den Dienst der Royal Navy kamen.
| 1. Kiellegung                     | Indienststellung von | bis                                 | Anzahl      | Bauwerft                                                                             |
| --------------------------------- | -------------------- | ----------------------------------- | ----------- | ------------------------------------------------------------------------------------ |
| 20. Februar 1940                  | 31. Oktober 1940     | 25. Juni 1941                       | 8           | Canadian Vickers Ltd., Montreal, drei von der RN bestellt                            |
| 24. Februar 1940                  | 26. November 1940    | 28. Juni 1942                       | 14          | Davie Shipbuilding, Lauzon (Québec), vier von der RN bestellt                        |
| 29. März 1940 1. April 1943       | 22. November 1940    | 28. April 1942 20. November 1944    | 11 + 4 mod. | Marine Industries Ltd., Sorel-Tracy (Québec), drei von der RN bestellt               |
| 2. Februar 1940 11. November 1941 | 22. November 1940    | 9. Mai 1942 10. November 1944       | 5 + 16 mod. | Morton Engineering & Dry Dock Co., Québec, 5 mod. an USN geliefert                   |
| 2. März 1940 6. Januar 1942       | 19. November 1940    | 1. Mai 1942 18. November 1944       | 10 + 9 mod. | Collingwood Shipyards Ltd., Collingwood (Ontario), 2 mod. an USN, 3 an RN geliefert  |
| 20. März 1940 7. Juni 1941        | 12. Mai 1940         | 13. Dezember 1941 28. November 1944 | 4 + 9 mod.  | Kingston Shipbuilding Co. Ltd., Kingston (Ontario), 1 mod. an USN, 2 an RN geliefert |
| 1. April 1940                     | 25. November 1940    | 26. Mai 1942                        | 9           | Port Arthur Shipbuilding Co. Ltd., Port Arthur (Ontario)                             |
| 11. April 1940                    | 17. Dezember 1940    | 30. April 1941                      | 4           | Burrard Dry Dock Co. Ltd., North Vancouver                                           |
| 29. April 1940                    | 4. Februar 1941      | 20. März 1942                       | 5           | Yarrows Ltd., Esquimalt                                                              |
| 23. Mai 1940                      | 5. August 1941       | 4. April 1942                       | 3           | Saint John Dry Dock & Shipbuilding Co. Ltd., Saint John (New Brunswick)              |
| 7. September 1940                 | 17. März 1941        | 1. April 1942                       | 5           | Victoria Machinery Depot Co. Ltd., Victoria (British Columbia)                       |
| 24. Februar 1941 1942             | 17. November 1941    | 15. Mai 1942 6. Oktober 1944        | 2 + 5 mod   | Midland Shipyards Ltd., Midland (Ontario), zwei mod. an RN geliefert                 |

## Korvetten anderer alliierter Marinen

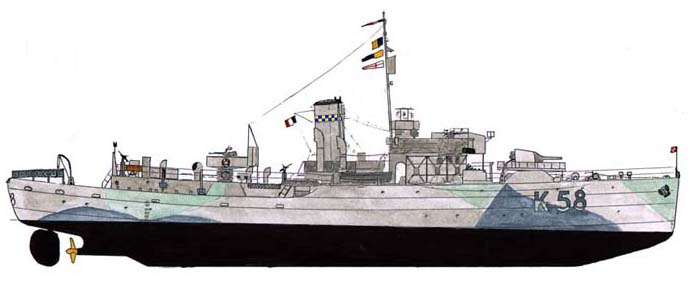
Die französische Korvette Aconit

Die erste und einzige Korvette der Flower-Klasse, die in den Dienst der französischen Marine kam, war die am 18. November 1939 bei Smith’s Dock begonnene La Bastiaise, die schon am Tag der Übernahme (22. Juni 1940) durch einen Minentreffer bei ihren Abnahmefahrten vor Hartlepool als erstes Schiff der Klasse verloren ging. Das Schwesterboot La Malouine befand sich in der Endausrüstung und wurde von der Royal Navy am 30. Juli 1940 in Dienst gestellt. Zwei weitere bei Smith’s Dock von Stapel gelaufene Boote kamen umbenannt als HMS Fleur de Lys und Nasturtium in britischen Dienst. Auch die weiteren zwölf Aufträge bei Smith’s Dock und Harland & Wolff wurden für die Royal Navy fertiggestellt.

Ab Mai 1941 bis zum Mai 1942 übernahm die Freie Französische Marine neun britische Flower-Korvetten bei ihrer Fertigstellung, von denen zwei 1942 verloren gingen. Die anderen wurden im Frühjahr 1947 an die Royal Navy zurückgegeben.
Die Norwegische Marine übernahm ab August 1941 bis Januar 1942 sechs britische Korvetten der Flower-Klasse, von denen die Montbretia im November 1942 und die Rose im Oktober 1944 verloren gingen. Die Potentilla wurde im März 1944 wieder an die Royal Navy zurückgegeben. Die drei übrigen Korvetten blieben in unterschiedlichen Funktionen bis 1956 im Dienst der norwegischen Marine und wurden dann zu Walfängern umgebaut.
Die niederländische Marine übernahm im März 1943 die seit Oktober 1940 in Dienst befindliche HMS Carnation als Friso, die allerdings schon im Oktober 1944 wieder der Royal Navy zurückgegeben wurde.

Die griechische Marine erhielt im Herbst 1943 vier britische Korvetten der Flower-Klasse, die schon zwei bis drei Jahre von der Royal Navy eingesetzt worden waren. Sie wurden 1951/1952 wieder an die Royal Navy zurückgegeben.

Die jugoslawische Marine übernahm im Januar 1944 die seit 1940 im Einsatz befindliche Korvette HMS Mallow als Nada, 1948 in Partizanka umbenannt wurde, aber noch im selben Jahr der Royal Navy zurückgegeben wurde, die sie am Ägypten weitergab.

Die Royal New Zealand Navy im März und Juli 1944 zwei britische Korvetten des modifizierten Typs der Flower-Klasse bei ihrer Fertigstellung, die sie bis 1948 im Dienst behielt. Beide fanden keine neue Verwendung und wurden 1951 abgebrochen.

Die Royal Indian Navy übernahm zwischen Februar und August 1945 drei zwei Jahre alte britische Schiffe der modifizierten Flower-Klasse, die schon 1946/1947 wieder an die Royal Navy zurückgegeben wurden. Ein 1946 geliefertes viertes Schiff ging 1947 durch Strandung verloren.

## Operativer Einsatz der Korvetten der Flower-Klasse
Wie bei der Bewaffnung dargestellt, kamen die als Küsten-Geleitboote entwickelten Korvetten gleich als Langstrecken-Geleitboote auf dem Atlantik zum Einsatz, da sie über entsprechende Fahrbereiche verfügten und für die Seeverhältnisse sehr geeignet waren, auch wenn sie ihre Besatzungen wegen ihrer Bewegungen in schwerer See erheblich belasteten. Sie bildeten anfangs den Hauptbestandteil der den Geleitzügen zugeteilten Escort Groups. Ihre Hauptaufgabe war, die deutschen Unterseeboote von einem Angriff abzuhalten. Dazu gehörte diese zu entdecken und sie unter Wasser zu zwingen, was ihnen Geschwindigkeit und Übersicht raubte. Allerdings waren sie bei ihrer geringen Geschwindigkeit nur schwer in der Lage zu einem Geleitzug wieder aufzuschließen.
Der Erfolg der Korvetten lag im Aufspüren der U-Boote und der Verhinderung eines Angriffs und nicht vorrangig in der Zerstörung der U-Boote, wozu später Support Groups mit schnelleren Einheiten gebildet wurden.
Dennoch waren Boote der Flower-Klasse an der Versenkung von 47 deutschen und vier italienischen U-Booten beteiligt. Als erfolgreichstes Boot gilt die 1941 in Dienst gekommene Sunflower, die am 5. Mai 1943 U 638 und am 17. Oktober U 631 allein versenkte und am 29. Oktober 1943 noch an der Versenkung von U 282 mit den Zerstörern Vidette und Duncan beteiligt war. Ähnlich erfolgreich war auch die im Mittelmeer eingesetzte Hyacinth, die im September 1941 das italienische U-Boot Fisalia vor Haifa versenkte, im Juli 1942 das italienische U-Boot Perla beschädigte und aufbrachte, sowie schließlich noch an der Zerstörung des aufgelaufenen deutschen U-Boots U 617 im September 1943 beteiligt war.
Allerdings wurden auch 22 Flower-Korvetten von Unterseebooten torpediert und sanken. Die Besatzungsstärke im Krieg und nach den Umbauten belief sich auf 85 (Flower als Neubau), bei den sogenannten verbesserten Typ lag sie zwischen 96 und 109. Im Entwurf geplant waren allerdings nur 23 Mann Besatzung.

### Alliierte Verluste von Korvetten der Flower-Klasse
|      | Name          |      | Datum      | Schicksal |
| ---- | ------------- | ---- | ---------- | --- |
|      | La Bastiaise  |      | 22.06.1940 | am Tag der Indienststellung bei Probefahrt durch Minentreffer vor Hartlepool gesunken, etliche Tote, darunter Mitarbeiter der Bauwerft.                                                                 |
| HMS  | Godetia       | K72  | 6.09.1940  | drei Meilen vor Altacarry Head, Nordirland, auf 55-18N, 05-57W nach Kollision mit dem Frachter Marsa gesunken.                                                                                          |
| HMS  | Bryony        | K192 | 15.04.1941 | in der Werft in Belfast während der Ausrüstung durch die Luftwaffe versenkt. Gehoben und doch noch 1942 in Dienst.                                                                                      |
| HMS  | Picotee       | K63  | 12.08.1941 | als Sicherung des Geleitzuges ONS-4 südlich Island durch U 568 auf 62-00N, 16-01W versenkt. 66 Tote, keine Überlebenden.                                                                                |
| HMS  | Zinnia        | K98  | 23.08.1941 | als Sicherung des Geleitzuges OG-71 westlich Portugals durch U 564 auf 40-25N, 10-40W versenkt. 54 Tote.                                                                                                |
| HMCS | Levis         | K115 | 19.09.1941 | als Sicherung des Geleitzuges SC-44 östlich Cape Farewell durch U 74 auf 60-07N, 38-37W versenkt. 18 Tote, 91 Schiffbrüchige gerettet.                                                                  |
| HMS  | Fleur de Lys  | K122 | 14.10.1941 | 55 sm westlich Gibraltar durch U 206 auf 36-00N, 06-30W versenkt. 70 Tote, drei Überlebende. |
| HMS  | Gladiolus     | K34  | 17.10.1941 | als Sicherung am Geleitzug SC-48 südlich Island durch U 558 auf 57-00N, 25-00W versenkt. 85 Tote, keine Überlebenden.                                                                                   |
| HMCS | Windflower    | K155 | 7.12.1941  | als Sicherung beim Geleitzug SC-58 bei den Grand Banks durch den Frachter Zypenberg auf 6-19N, 49-30W im dichten Nebel gerammt und gesunken. 23 Tote.                                                   |
| HMS  | Salvia        | K97  | 24.12.1941 | 100 sm westlich Alexandria durch U 568 auf 31-46N, 28-00E versenkt. 106 Tote, keine Überlebenden. |
| HMS  | Arbutus       | K86  | 5.02.1942  | westlich Erris Head durch U 136 auf 55-05N, 18-43W versenkt. 43 Tote. |
|      | Alysse        | K100 | 9.02.1942  | 420 sm östlich Cape Race am Geleitzug ON-60 durch U 654 auf 46-00N, 44-00W versenkt. 36 Tote. |
| HMCS | Spikenard     | K198 | 11.02.1942 | bei der Sicherung des Geleitzuges SC-47 westlich Malin Head durch U 136 auf 56-10N, 21-07W versenkt. 57 Tote, acht Überlebende.                                                                         |
| HMS  | Hollyhock     | K64  | 9.04.1942  | östlich Ceylon auf 07-21N, 81-57E durch japanische Flugzeuge versenkt. 5 Tote, acht Überlebende. |
| HMS  | Auricula      | K12  | 6.05.1942  | Minentreffer in der Courrier Bay, Madagascar, auf 12-12S, 49-19E. Bei Abschleppversuch gesunken. Keine Verluste.                                                                                        |
|      | Mimosa        | K11  | 9.06.1942  | am Geleitzug ONS-100 durch U 124 auf 52-12N, 32-37W versenkt. 64 Tote, 4 Mann durch den Flottillenführer Assiniboine gerettet.                                                                          |
| HMCS | Charlottetown | K244 | 11.09.1942 | am Geleitzug SQ-30 durch U 517 auf 52-12N, 32-37W an der Mündung des Sankt-Lorenz-Strom nahe Cap-Chat versenkt. 9 Tote.                                                                                 |
| HMS  | Gardenia      | K99  | 9.11.1942  | vor Oran auf 35-49N, 01-05W nach Kollision mit dem Minensucher HMS Fluellen gesunken. |
|      | Montbretia    | K208 | 18.11.1942 | durch U 517 53-37N, 38-15W versenkt. 48 Tote, 23 Überlebende durch Potentilla gerettet. |
| HMS  | Marigold      | K87  | 9.12.1942  | als Sicherung des Konvois KMS.3Y vor Algier durch italienische S.79-Torpedoflugzeuge auf 36-50N, 03-00E versenkt. 40 Tote.                                                                              |
| HMS  | Snapdragon    | K10  | 19.12.1942 | nordwestlich Bengasi durch deutsche Flugzeuge auf 32-18N, 19-54E versenkt. 24 Tote. |
| HMS  | Samphire      | K128 | 30.01.1943 | vor Béjaïa auf 36-56N, 05-40E durch das italienische U-Boot Platino versenkt. 45 Tote. |
| HMCS | Louisburg     | K143 | 6.02.1943  | am Geleitzug KMF-8 vor Cape Tenes, Algerien, auf 36-15N, 00-15E durch Torpedotreffer einer Heinkel He 111 des Kampfgeschwaders 26 gesunken. 59 Tote, 50 Überlebende.                                    |
| HMS  | Erica         | K50  | 6.02.1943  | vor Derna auf 32-48N, 21-10E durch Minentreffer gesunken. Die Besatzung durch HMSASS Southern Maid, einem ehemaligen Walfänger, abgeborgen.                                                             |
| HMCS | Weyburn       | K173 | 22.02.1943 | vor Kap Spartel auf 36-46N, 06-02W nach Minentreffer gesunken. Zwölf Tote. |
| HMS  | Polyanthus    | K173 | 21.09.1943 | als Geleitfahrzeug des Konvois ON-202 auf 57-00N, 31-10W durch U 952 südlich Island versenkt. 78 Tote, der einzige Überlebende ertrinkt bei Versenkung der Fregatte HMS Itchen, die ihn gerettet hatte. |
| HMS  | Asphodel      | K56  | 10.03.1944 | durch U 575 westlich der Biscaya auf 45-24N, 18-09W versenkt. 92 Tote, die Korvette HMS Clover (K134) rettet fünf Überlebende.                                                                          |
| HMS  | Pink          | K137 | 27.06.1944 | durch U 988 vor der Normandie auf 49-48N, 00-49W torpediert und schwer beschädigt auf Strand gesetzt. Zum Totalverlust erklärt.                                                                         |
| HMCS | Regina        | K137 | 8.08.1944  | durch U 667 vor der Trevose Head, Cornwall, auf 50-42N, 05-03W versenkt. 30 Tote. |
| HMCS | Alberni       | K103 | 21.08.1944 | durch U 480 südlich von St. Catherine’s Point, Isle of Wight, im Kanal auf 50-18N, 00-51W versenkt. 59 Tote, britische Schnellboote retten 31 Mann.                                                     |
| HMS  | Orchis        | K76  | 21.08.1944 | Minentreffer vor Courseulles-sur-Mer, am Juno Beach auf Strand gesetzt. Totalverlust. |
|      | Rose          | K102 | 26.10.1944 | östlich der kanadischen Küste auf 45-50N, 40-15W von der britischen Fregatte HMS Manners gerammt und gesunken. Drei Tote.                                                                               |
| HMCS | Shawinigan    | K136 | 25.11.1944 | in der Cabot Strait auf 47-34N, 59-11W von U 1228 torpediert. Mit der gesamten Mannschaft gesunken, 91 Tote.                                                                                            |
| HMS  | Bluebell      | K80  | 17.02.1945 | vor der Kola-Bucht als Teil der Eskorte des Nordmeergeleitzuges RA 64 von U 711 versenkt (Lage). 85 Tote, nur ein Überlebender.                                                                         |
| HMS  | Vervain       | K190 | 20.02.1945 | südöstlich von Dungarvan auf 51-47N, 07-06W als Sicherung des Geleitzuges HX 337 von U 1276 versenkt. 61 Tote, 33 Überlebende.                                                                          |
| HMCS | Trentonian    | K368 | 22.02.1945 | vor Falmouth (Cornwall) auf 50-06N, 04-50W von U 1004 versenkt. 6 Tote. |

## Die Korvetten der Kriegsmarine
Als Deutschland 1940 Frankreich besetzte, waren vier Korvetten der Flower-Klasse bei der Werft Chantiers de la Loire in St. Nazaire-Penhoet in Bau, die die Namen Arquebuse, Hallebarde, Sabre und Poignard erhalten sollten. Die Kriegsmarine forderte ihre Fertigstellung als „Patrouillenboot Ausland“ (PA 1, PA 2, PA 3 und PA 4). Sie sollten bei der 15. Vorpostenflottille in Dienst kommen, die auch ehemalige Walfangboote einsetzte. Im Herbst 1943 scheinen die ersten drei in Dienst gekommen zu sein. PA 4 wurde 1944 unfertig als Blockschiff in La Telindiere bei Nantes versenkt.
PA 2 sank bei einem Bombenangriff von 325 Lancasters auf Le Havre in der Nacht vom 14. zum 15. Juni 1944 mit sechs anderen Booten der Flottille. PA 3 und PA 1 waren nicht mehr einsatzfähig und wurden bei der Räumung des französischen Hafens durch die Deutschen zurückgelassen.

## Verwendung nach dem Zweiten Weltkrieg
Die Marinen, die während des Zweiten Weltkrieges Korvetten der Flower-Klasse erhalten hatten, verfügten in der Regel über modernere Schiffe und stellten die älteren Korvetten außer Dienst. Nur die norwegische Marine setzte drei Boote in unterschiedlichen Funktionen bis 1956 ein, die dann zu Walfängern umgebaut wurden. Dazu kamen noch HMS Saxifrage und Bryony, die als Wetterschiffe Polarfront I und Polarfront II in Dienst genommen wurden. Auch Großbritannien behielt vier Boote als Wetterschiffe in Dienst.
Kleinere Marinen erwarben über 30 der von der RN, RCN und USN nicht mehr benötigten Boote. Etliche fanden Verwendung als Vermessungsschiffe. Der letzte Verlust einer Flower-Korvette in einem militärischen Einsatz geschah während des Korea-Kriegs, wo die beiden an Thailand abgegebenen Boote zum Einsatz kamen und die Prasae (ehemals HMS Betony, HMIS Sind) am 7. Januar 1951 in einem Schneesturm vor der nordkoreanischen Ostküste auflief und nicht wieder abgebracht werden konnte.
Die in den zivilen Bereich abgegebenen Boote wurden für eine Vielzahl von Zwecken eingesetzt. Um 50 Boote wurden zu Walfängern umgebaut. So beschaffte die neu gegründete niederländische Walfangflotte zwischen 1948 und 1955 zwölf ehemalige Korvetten die zu Walfängern für das Fabrikschiff Willem Barendsz umgerüstet wurden. Auch die von Aristoteles Onassis aufgebaute Walfangflotte um das durch Umbau eines Tankers entstandene Fabrikschiff Olympic Challenger erhielt 16 ehemalige Korvetten der Flower-Klasse als Fangboote die zu einem großen Teil 1950 auf den Kieler Howaldtswerken umgebaut wurden. Weitere Boote wurden von britischen und norwegischen Walfang-Gesellschaften erworben. Auch bei diesen erfolgte der Umbau zum Teil bei den Howaldtswerken.

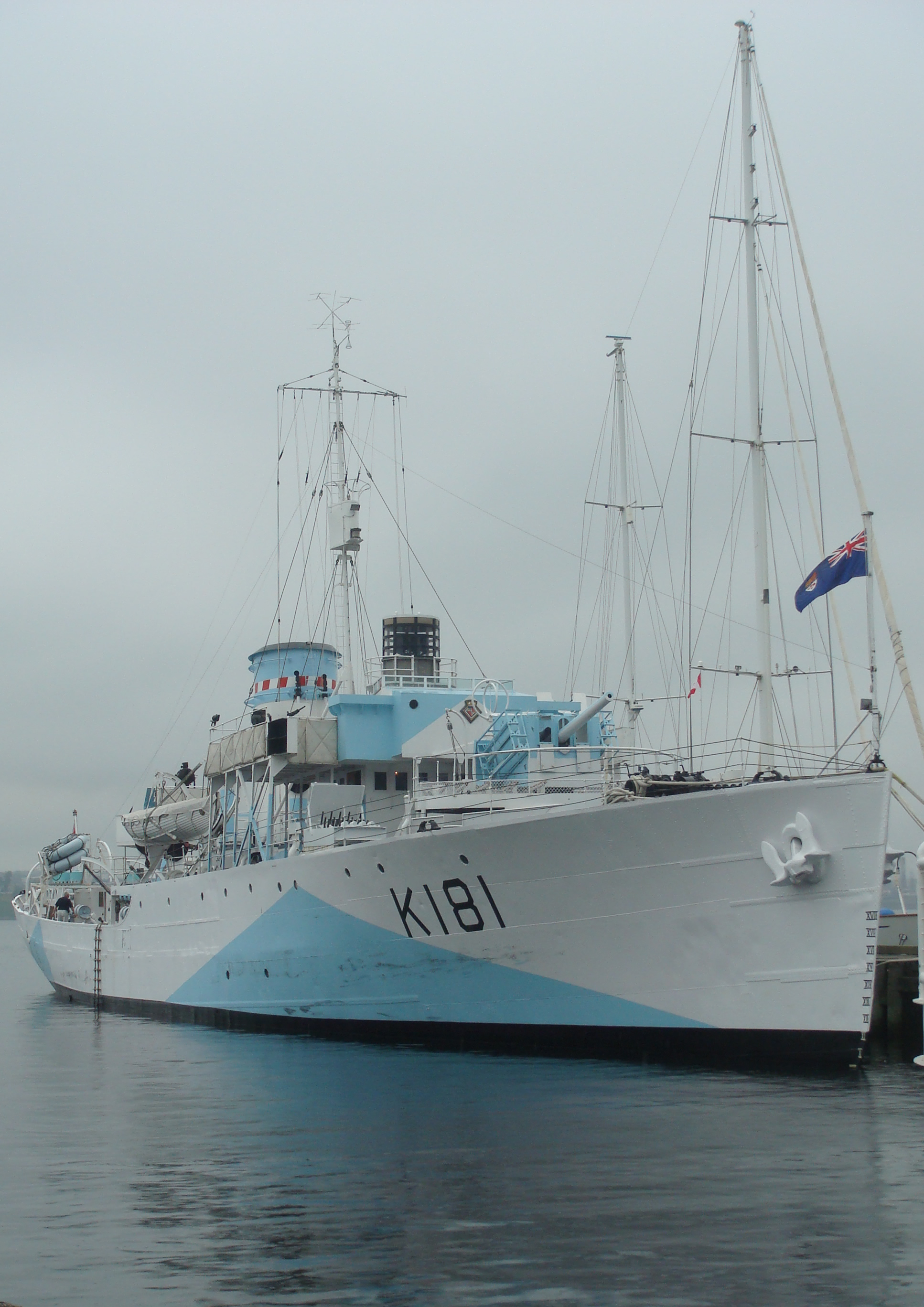
Das Museumsschiff HMCS Sackville

## Die einzige erhaltene Flower-Korvette
Als einziges Boot der Klasse ist die kanadische Korvette Sackville erhalten. Sie kann als Museumsschiff der Royal Canadian Navy in Halifax (Nova Scotia) besichtigt werden, wo sie den Einsatz Kanadas im Zweiten Weltkrieg zur Sicherung der alliierten Geleitzüge dokumentiert und die Entwicklung der kanadische Marine von einer sehr kleinen Einheit mit 11 Kampfschiffen, 145 Offizieren und 1674 Mann bis zum Kriegsende zur drittgrößten Marine der Welt mit über 95.000 Angehörigen (davon 6.000 Frauen) und über 400 Schiffen (davon 270 Geleitschiffe). Die in Kanada gebauten Korvetten und ihr Einsatz waren der erste größere Beitrag des Landes.